# Вийсте, Юхани
Ю́хани Оскари Витори Вийсте (до 1930 года Викстедт, фин. Juhani Oskari Vihtori Viiste, швед. Johan Oskar Victor Wikstedt; 20 апреля 1890, Кексгольм, Выборгская губерния — 29 декабря 1949, Хельсинки) — финский архитектор шведского происхождения, представитель североевропейского неоклассицизма на переходном этапе к функционализму.

## Биография
Родился в семье заведующего кексгольмской богадельней, в 1908 году получил среднее образование в Выборгском финском реальном лицее. В 1915 году окончил архитектурное отделение Технического института в Гельсингфорсе. По окончании института учредил архитектурное бюро в Выборге, действовавшее в 1915—1939 годах. Совмещал частную архитектурную практику с работой преподавателем Выборгской школы искусств в 1916—1922 годах и со службой в должности заместителя выборгского губернского архитектора в 1924—1929 годах, а также преподавал в Выборгском мужском профессиональном училище и Высшей школе ремёсел.
Выполнил большое количество проектов зданий общественного назначения, а также жилых домов (главным образом в Выборгской губернии). Автор проектов печей и надгробных памятников выборгских кладбищ. На кладбище Ристимяки сохранились остатки внушительного семейного арочного надгробия Викстедтов, спроектированного архитектором в 1936 году.
Занимался общественной деятельностью, в 1920—1926 и 1932—1933 годах избирался депутатом Выборгского городского совета. Будучи приверженцем национально-романтических взглядов, финнизировал свою фамилию.
Был членом Финской ассоциации архитекторов и Выборгской консерватории, пользовался известностью как искусствовед. Кроме того, увлекался акварелью, фотографией, музейной работой, по итогам работы с архивными источниками публиковал исследовательские работы в газетах и журналах. Большое значение имеют его книги «Старая архитектура финских городов» (1926) и «Уютный старый Выборг» (1943). Последняя заняла важное место в выборгской краеведческой литературе, выдержав несколько изданий.
После советско-финляндской войны (1939—1940) переехал в Хельсинки, где в 1947—1949 годах работал внештатным архитектором Управления путей сообщения.

## Изображения

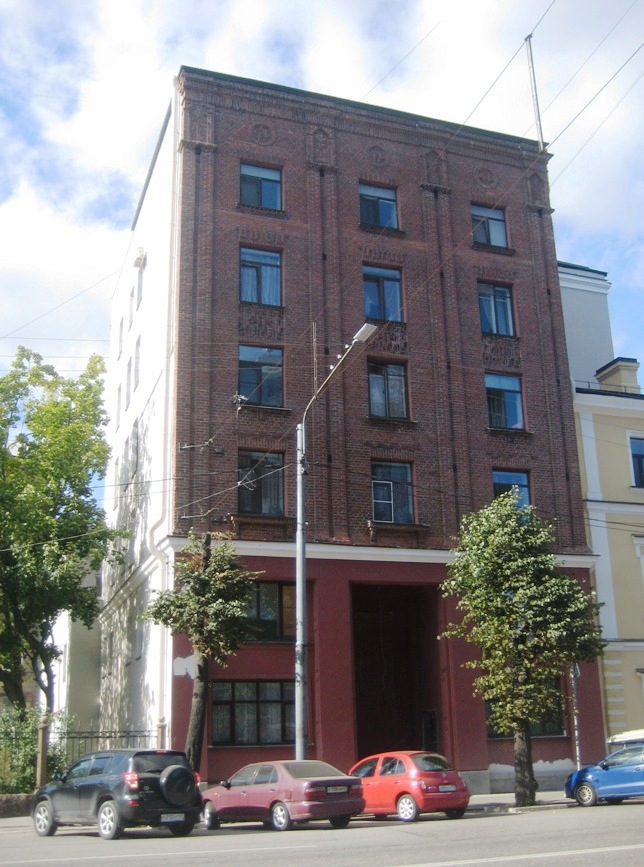
Саво-Карельский акционерный банк (Выборг, 1929)
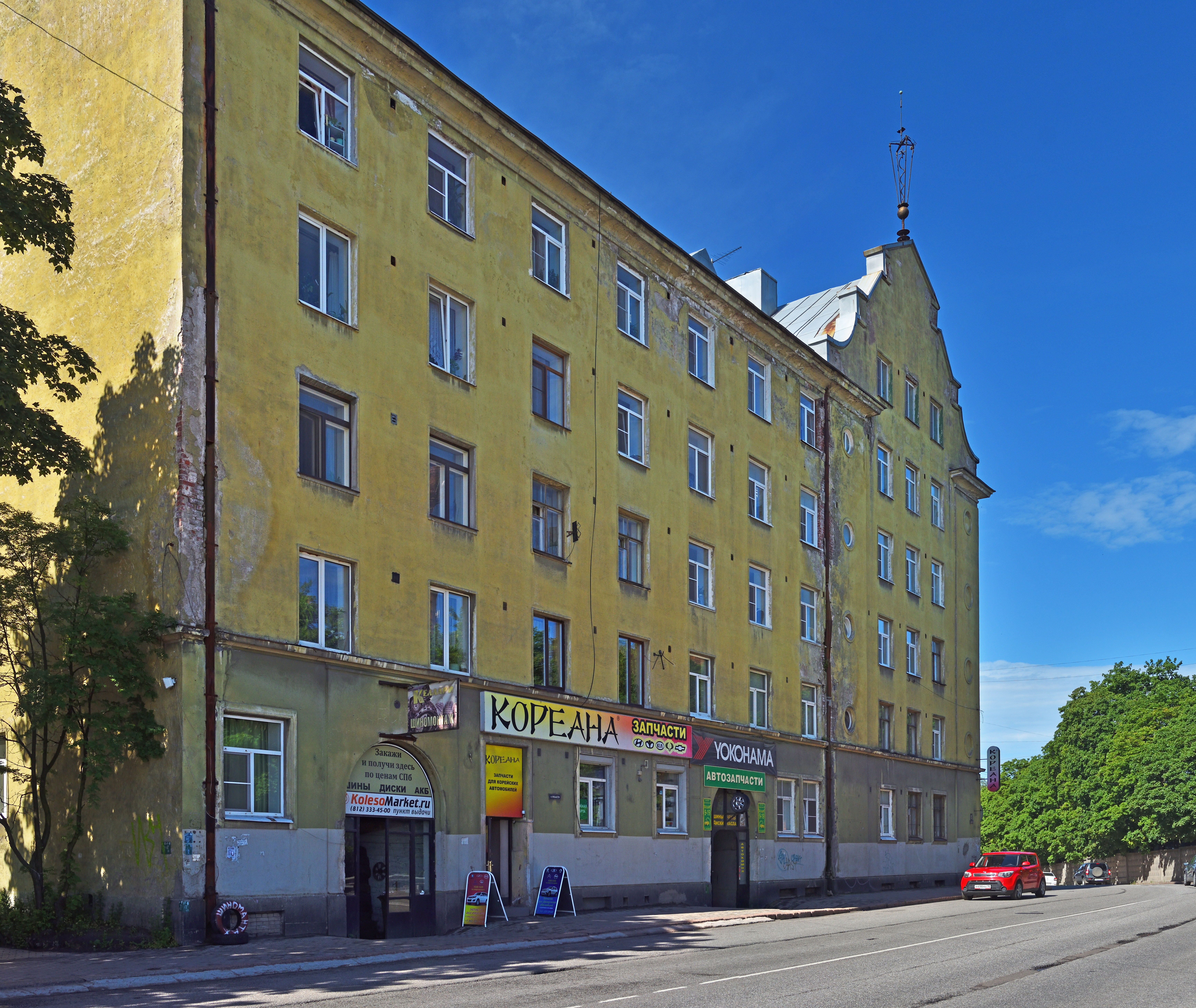
Жилой дом с коммерческими помещениями (Выборг, 1931)
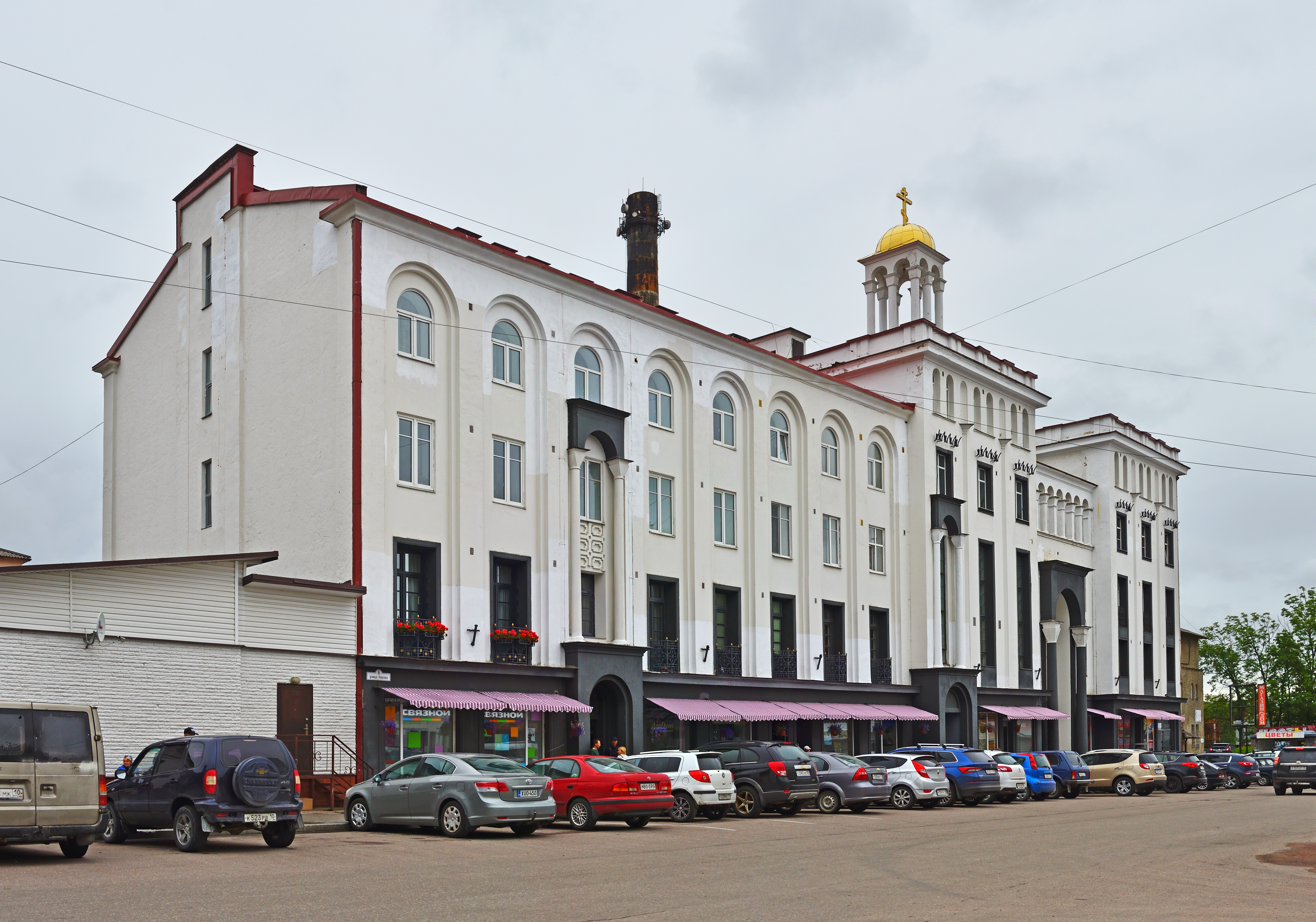
Православное епархиальное управление (Сортавала, 1932)
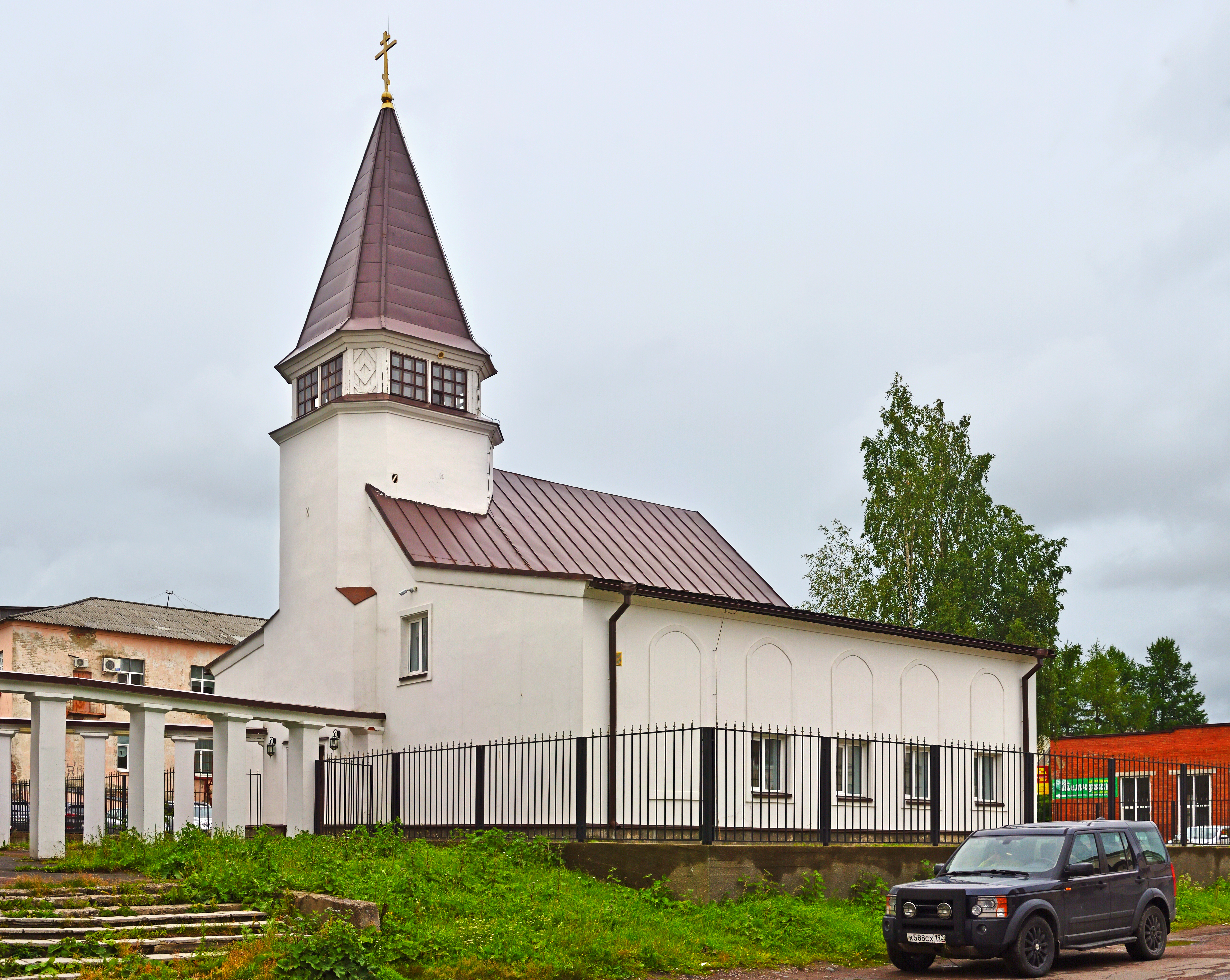
Церковь святого Иоанна Богослова (Сортавала, 1932)